# Finale Grand Prix ISU di pattinaggio di figura 2014-2015
La Finale Grand Prix ISU di pattinaggio di figura 2014-2015 è una competizione di pattinaggio di figura che si svolge durante la stagione 2014-2015 insieme alla finale juniores.
Questo evento è il culmine di due competizioni internazionali: il Grand Prix ISU di pattinaggio di figura e lo Grand Prix ISU juniores di pattinaggio di figura
La città scelta per la finale è Barcellona, in Spagna, dall'11 al 14 dicembre 2014. 
Le medaglie sono assegnate in quattro discipline: singolo maschile, singolo femminile, coppie e danza su ghiaccio.

## Risultati Senior

### Singolo maschile
| Posizione | Nome             | Nazionalità | Punteggio totale | Programma corto | Programma corto | Programma libero | Programma libero |
| --------- | ---------------- | ----------- | ---------------- | --------------- | --------------- | ---------------- | ---------------- |
| 1         | Yuzuru Hanyū     | Giappone    | 288.16           | 1               | 94.08           | 1                | 194.08           |
| 2         | Javier Fernández | Spagna      | 253.90           | 5               | 79.18           | 2                | 174.72           |
| 3         | Sergej Voronov   | Russia      | 244.53           | 4               | 84.48           | 3                | 160.05           |
| 4         | Maksim Kovtun    | Russia      | 242.27           | 3               | 87.02           | 5                | 155.25           |
| 5         | Takahito Mura    | Giappone    | 235.37           | 6               | 78.35           | 4                | 157.02           |
| 6         | Tatsuki Machida  | Giappone    | 216.13           | 2               | 87.82           | 6                | 128.31           |

### Singolo femminile
| Posizione | Nome                  | Nazionalità | Punteggio totale | Programma corto | Programma corto | Programma libero | Programma libero |
| --------- | --------------------- | ----------- | ---------------- | --------------- | --------------- | ---------------- | ---------------- |
| 1         | Elizaveta Tuktamyševa | Russia      | 203.58           | 1               | 67.52           | 1                | 136.06           |
| 2         | Elena Radionova       | Russia      | 198.74           | 3               | 63.89           | 2                | 134.85           |
| 3         | Ashley Wagner         | Stati Uniti | 189.50           | 6               | 60.24           | 3                | 129.26           |
| 4         | Anna Pogorilaja       | Russia      | 180.29           | 4               | 61.34           | 4                | 118.95           |
| 5         | Julija Lipnickaja     | Russia      | 177.79           | 2               | 66.24           | 6                | 111.55           |
| 6         | Rika Hongō            | Giappone    | 176.13           | 5               | 61.10           | 5                | 115.03           |

### Coppie
| Posizione | Nome                              | Nazionalità | Punteggio totale | Programma corto | Programma corto | Programma libero | Programma libero |
| --------- | --------------------------------- | ----------- | ---------------- | --------------- | --------------- | ---------------- | ---------------- |
| 1         | Meagan Duhamel / Eric Radford     | Canada      | 220.72           | 1               | 74.50           | 1                | 146.22           |
| 2         | Ksenija Stolbova / Fëdor Klimov   | Russia      | 213.72           | 2               | 72.33           | 2                | 141.39           |
| 3         | Sui Wenjing / Han Cong            | Cina        | 194.31           | 3               | 66.66           | 5                | 127.65           |
| 4         | Peng Cheng / Zhang Hao            | Cina        | 191.79           | 5               | 62.46           | 3                | 129.33           |
| 5         | Yu Xiaoyu / Jin Yang              | Cina        | 187.79           | 4               | 62.71           | 6                | 125.08           |
| 6         | Juko Kavaguti / Aleksandr Smirnov | Russia      | 184.54           | 6               | 55.97           | 4                | 128.57           |

### Danza su ghiaccio
| Posizione | Nome                                    | Nazionalità | Punteggio totale | Programma corto | Programma corto | Programma libero | Programma libero |
| --------- | --------------------------------------- | ----------- | ---------------- | --------------- | --------------- | ---------------- | ---------------- |
| 1         | Kaitlyn Weaver / Andrew Poje            | Canada      | 181.14           | 1               | 71.34           | 1                | 109.80           |
| 2         | Madison Chock / Evan Bates              | Stati Uniti | 167.09           | 2               | 65.06           | 2                | 102.03           |
| 3         | Gabriella Papadakis / Guillaume Cizeron | Francia     | 162.39           | 5               | 61.48           | 3                | 100.91           |
| 4         | Maia Shibutani / Alex Shibutani         | Stati Uniti | 158.94           | 3               | 63.90           | 6                | 95.04            |
| 5         | Piper Gilles / Paul Poirier             | Canada      | 158.16           | 4               | 62.49           | 5                | 95.67            |
| 6         | Elena Il'inych / Ruslan Žiganšin        | Russia      | 156.46           | 6               | 60.25           | 4                | 96.21            |

## Risultati Junior

### Singolo maschile
| Posizione | Nome             | Nazionalità   | Punteggio totale | Programma corto | Programma corto | Programma libero | Programma libero |
| --------- | ---------------- | ------------- | ---------------- | --------------- | --------------- | ---------------- | ---------------- |
| 1         | Shōma Uno        | Giappone      | 238.27           | 3               | 75.21           | 1                | 162.06           |
| 2         | Sōta Yamamoto    | Giappone      | 213.12           | 1               | 76.14           | 3                | 136.98           |
| 3         | Aleksandr Petrov | Russia        | 207.14           | 4               | 70.07           | 2                | 137.07           |
| 4         | Boyang Jin       | Cina          | 201.02           | 2               | 75.30           | 5                | 125.72           |
| 5         | Roman Sadovsky   | Canada        | 185.47           | 6               | 56.98           | 4                | 128.49           |
| 6         | June Hyoung Lee  | Corea del Sud | 180.39           | 5               | 57.42           | 6                | 122.97           |

### Singolo femminile
| Posizione | Nome                | Nazionalità | Punteggio totale | Programma corto | Programma corto | Programma libero | Programma libero |
| --------- | ------------------- | ----------- | ---------------- | --------------- | --------------- | ---------------- | ---------------- |
| 1         | Evgenija Medvedeva  | Russia      | 190.89           | 1               | 67.09           | 1                | 123.80           |
| 2         | Serafima Sachanovič | Russia      | 186.01           | 2               | 66.05           | 2                | 119.96           |
| 3         | Wakaba Higuchi      | Giappone    | 178.09           | 5               | 60.37           | 3                | 117.72           |
| 4         | Marija Sotskova     | Russia      | 175.99           | 4               | 62.28           | 4                | 113.71           |
| 5         | Yuka Nagai          | Giappone    | 172.34           | 3               | 62.99           | 5                | 109.35           |
| 6         | Miyu Nakashio       | Giappone    | 144.44           | 6               | 51.74           | 6                | 92.70            |

### Coppie
| Posizione | Nome                                   | Nazionalità | Punteggio totale | Programma corto | Programma corto | Programma libero | Programma libero |
| --------- | -------------------------------------- | ----------- | ---------------- | --------------- | --------------- | ---------------- | ---------------- |
| 1         | Julianne Seguin / Charlie Bilodeau     | Canada      | 175.57           | 1               | 59.22           | 1                | 116.35           |
| 2         | Lina Fëdorova / Maksim Miroškin        | Russia      | 165.78           | 2               | 59.04           | 2                | 106.74           |
| 3         | Marija Vigalova / Egor Zakroev         | Russia      | 161.75           | 3               | 57.41           | 3                | 104.34           |
| 4         | Dar'ja Beklemiševa / Maksim Bobrov     | Russia      | 131.57           | 4               | 48.61           | 6                | 82.96            |
| 5         | Kamilla Gajnetdinova / Sergej Alekseev | Russia      | 130.14           | 5               | 46.59           | 5                | 83.55            |
| 6         | Chelsea Liu / Brian Johnson            | Stati Uniti | 124.86           | 6               | 39.05           | 4                | 85.81            |

### Danza su ghiaccio
| Posizione | Nome                             | Nazionalità | Punteggio totale | Programma corto | Programma corto | Programma libero | Programma libero |
| --------- | -------------------------------- | ----------- | ---------------- | --------------- | --------------- | ---------------- | ---------------- |
| 1         | Anna Janovskaja / Sergej Mozgov  | Russia      | 148.58           | 1               | 59.12           | 1                | 89.46            |
| 2         | Alla Loboda / Pavel Drozd        | Russia      | 136.31           | 2               | 53.72           | 2                | 82.59            |
| 3         | Betina Popova / Jurij Vlasenko   | Russia      | 131.88           | 3               | 50.52           | 3                | 81.36            |
| 4         | Mackenzie Bent / Garrett MacKeen | Canada      | 128.61           | 4               | 49.28           | 4                | 79.33            |
| 5         | Madeline Edwards / Zhao Kai Pang | Canada      | 122.39           | 5               | 47.60           | 5                | 74.79            |
| 6         | Dar'ja Morozova / Michail Žirnov | Russia      | 113.26           | 6               | 46.99           | 6                | 66.27            |

## Medagliere per nazione

### Totale
| Posiz. | Nazione     | Oro | Argento | Bronzo | Totale |
| ------ | ----------- | --- | ------- | ------ | ------ |
| 1      | Russia      | 3   | 5       | 4      | 12     |
| 2      | Canada      | 3   | 0       | 0      | 3      |
| 3      | Giappone    | 2   | 1       | 1      | 4      |
| 4      | Stati Uniti | 0   | 1       | 1      | 2      |
| 5      | Spagna      | 0   | 1       | 0      | 1      |
| 6      | Cina        | 0   | 0       | 1      | 1      |
| 6      | Francia     | 0   | 0       | 1      | 1      |
| Total  | Total       | 8   | 8       | 8      | 24     |

### Senior
| Posiz. | Nazione     | Oro | Argento | Bronzo | Totale |
| ------ | ----------- | --- | ------- | ------ | ------ |
| 1      | Canada      | 2   | 0       | 0      | 2      |
| 2      | Russia      | 1   | 2       | 1      | 4      |
| 3      | Giappone    | 1   | 0       | 0      | 1      |
| 4      | Stati Uniti | 0   | 1       | 1      | 2      |
| 5      | Spagna      | 0   | 1       | 0      | 1      |
| 6      | Cina        | 0   | 0       | 1      | 1      |
| 6      | Francia     | 0   | 0       | 1      | 1      |
| Total  | Total       | 4   | 4       | 4      | 12     |

### Junior
| Posiz. | Nazione  | Oro | Argento | Bronzo | Totale |
| ------ | -------- | --- | ------- | ------ | ------ |
| 1      | Russia   | 2   | 3       | 3      | 8      |
| 2      | Giappone | 1   | 1       | 1      | 3      |
| 3      | Canada   | 1   | 0       | 0      | 1      |
| Total  | Total    | 4   | 4       | 4      | 12     |